# Panggang
Panggang ist ein Distrikt (Kecamatan) im Regierungsbezirk (Kabupaten) Gunungkidul der Sonderregion Yogyakarta im Süden der Insel Java. Der Kecamatan liegt im nördlichen Zentrum des Kabupatens und zählte Ende 2021 auf 98,86 km² Fläche 29.904 Einwohner.

## Geographie
Pangang hat folgende Kecamatan als Nachbarn:
| Richtung0000 | Name Kec.                          | Kabupaten                          | Provinz                            |
| Westen       | Purwosari                          | Gunungkidul                        | DIY*                               |
| Nordwesten   | Imogiri                            | Bantul                             | DIY*                               |
| Norden       | Dlingo                             | Bantul                             | DIY*                               |
| Norden       | Playen                             | Gunungkidul                        | DIY*                               |
| Nordosten    | Paliyan                            | Gunungkidul                        | DIY*                               |
| Osten        | Saptosari                          | Gunungkidul                        | DIY*                               |
| Süden        | Indischer Ozean (~ 9 km): 2 Dörfer | Indischer Ozean (~ 9 km): 2 Dörfer | Indischer Ozean (~ 9 km): 2 Dörfer |

* D.I.Yogyakarta

## Verwaltungsgliederung
Der Kecamatan Panggang (auch Kapanewon Panggang genannt) gliedert sich in sechs ländliche Dörfer (Desa, auch Kalurahan genannt):
| PUM-Code 1    | Desa           | Fläche (km²) | Bevölkerung zur Volkszählung 2 | Bevölkerung zur Volkszählung 2 | Bevölkerung zur Volkszählung 2 | Bevölkerung zur Volkszählung 2 | Bevölkerung zur Volkszählung 2 | Bevölkerung zur Volkszählung 2 | Padu- kuhan 4 | RW/ RT 5 |
| PUM-Code 1    | Desa           | Fläche (km²) | 002000                         | 002010                         | Männer                         | Frauen                         | 002020                         | Dichte 3                       | Padu- kuhan 4 | RW/ RT 5 |
| ------------- | -------------- | ------------ | ------------------------------ | ------------------------------ | ------------------------------ | ------------------------------ | ------------------------------ | ------------------------------ | ------------- | -------- |
| 34.03.06.2001 | Girikarto      | 13,94        | 3.440                          | 3.648                          | 1.901                          | 2.043                          | 3.944                          | 282,9                          | 8             | 8/37     |
| 34.03.06.2002 | Girisekar      | 21,15        | 6.668                          | 6.972                          | 3.700                          | 3.799                          | 7.499                          | 354,6                          | 9             | 9/75     |
| 34.03.06.2003 | Girimulyo      | 16,30        | 5.214                          | 5.172                          | 2.881                          | 2.910                          | 5.791                          | 355,3                          | 7             | 7/51     |
| 34.03.06.2004 | Giriwungu      | 11,23        | 2.283                          | 2.284                          | 1.166                          | 1.277                          | 2.443                          | 217,5                          | 5             | 5/30     |
| 34.03.06.2005 | Giriharjo      | 11,35        | 3.427                          | 3.598                          | 1.942                          | 1.947                          | 3.889                          | 342,6                          | 6             | 6/32     |
| 34.03.06.2006 | Girisuko       | 25,83        | 4.897                          | 4.835                          | 2.613                          | 2.772                          | 5.385                          | 208,5                          | 9             | 9/46     |
| 34.03.06      | Kec. Pangang00 | 99,80        | 25.929                         | 26.509                         | 14.203                         | 14.748                         | 28.951                         | 290,1                          | 44            | 44/271   |

## Demographie
Grobeinteilung der Bevölkerung nach Altersgruppen (zum Zensus 2020)
| Altersgruppen | 00Männer | 00Frauen | zusammen |
| ------------- | -------- | -------- | -------- |
| 0 – 14        | 2.766    | 2.565    | 5.331    |
| 15 – 64       | 9.365    | 9.481    | 18.846   |
| 65+           | 2.072    | 2.702    | 4.774    |
| gesamt        | 14.203   | 14.748   | 28.951   |
| anteilig (%)  |          |          |          |
| 0 – 14        | 19,47    | 17,39    | 18,41    |
| 15 – 64       | 65,94    | 64,29    | 65,10    |
| 65+           | 14,59    | 18,32    | 16,49    |

### Bevölkerungsentwicklung
In den Ergebnissen der sieben Volkszählungen seit 1961 ist folgende Entwicklung ersichtlich:
| Einheit/Jahr     | 1961         | 1971         | 1980         | 1990         | 2000         | 2010         | 2020         |
| ---------------- | ------------ | ------------ | ------------ | ------------ | ------------ | ------------ | ------------ |
| Kec. Panggang    | 26.105       | 28.610       | 29.034       | 25.626       | 25.929       | 26.509       | 28.951       |
| Anteil in %      | 4,57         | 4,62         | 4,40         | 3,94         | 3,87         | 3,93         | 3,87         |
| Kab. Gunungkidul | 571.823      | 619.117      | 659.486      | 651.004      | 670.433      | 675.382      | 747.161      |
| Sonderregion DIY | 00 2.231.062 | 00 2.487.177 | 00 2.750.025 | 00 2.912.611 | 00 3.120.478 | 00 3.457.491 | 00 3.66.8719 |